# Орловка (Тотемский район)
Орловка — деревня в Тотемском районе Вологодской области.
Входит в состав Калининского сельского поселения, с точки зрения административно-территориального деления — в Калининский сельсовет.
Расстояние по автодороге до районного центра Тотьмы — 31 км, до центра муниципального образования посёлка Царёва — 6 км. Ближайшие населённые пункты — Исаево, Климовская, Радчино.
По данным переписи в 2002 году постоянного населения не было.